# Aline Batailler
Aline Batailler (* 26. Oktober 1965) ist eine französische Judoka. Sie war 1989 Weltmeisterschaftsdritte im Halbschwergewicht, der Gewichtsklasse bis 72 Kilogramm.

## Sportliche Karriere
Aline Batailler belegte ab 1984 vordere Plätze bei den französischen Meisterschaften, 1987 gewann sie ihren einzigen Meistertitel. 1988 siegte sie beim Tournoi de Paris. Bei den französischen Meisterschaften 1988 unterlag sie im Finale Laetitia Meignan wie auch ein Jahr später. Bei den Europameisterschaften in Helsinki unterlag sie im Halbfinale der Belgierin Ingrid Berghmans, gewann aber den Kampf um Bronze gegen die Spanierin Isabel Cortavitarte. Zwei Monate nach den Europameisterschaften siegte Batailler bei den Spielen der Frankophonie in Casablanca. Zweieinhalb Monate später fanden in Belgrad die Weltmeisterschaften 1989 statt. Hier unterlag sie im Halbfinale der Japanerin Yōko Tanabe, im Kampf um Bronze bezwang sie wie bei den Europameisterschaften die Spanierin Cortavitarte. Nachdem sie 1990 den fünften Platz beim Fukuoka Cup belegt hatte, erreichte Batailler 1991 noch einmal das Finale beim Tournoi de Paris. Dieses Mal unterlag sie der Italienerin Emanuela Pierantozzi. Ende 1991 wurde sie noch einmal Dritte beim Fukuoka Cup.